# Trietyloamina
Trietyloamina (TEA) – organiczny związek chemiczny z grupy amin alifatycznych. Jest aminą trzeciorzędową. Jak większość amin ma nieprzyjemny dla człowieka, rybi zapach.

## Właściwości
Jest zasadą (pKBH+ 10,75) silniejszą od amoniaku (pKBH+ 9,25) i o podobnej zasadowości jak etyloamina (pKBH+ 10,65) i dietyloamina (pKBH+ 10,84). Podobnie jak dla innych amin alifatycznych, wzrost zasadowości w stosunku do amoniaku wynika z efektu indukcyjnego elektrodonorowych grup etylowych, natomiast zrównanie zasadowości mono-, di- i trietyloaminy jest efektem zróżnicowanej solwatacji.
Stosowana jako zasada w syntezie organicznej, np. podczas otrzymywania estrów i amidów z chlorków kwasowych i alkoholi, neutralizując wydzielający się chlorowodór:
R2NH + R’C(O)Cl + Et3N → R’C(O)NR2 + Et3NH+Cl−